# Arthur Rochlitz
Arthur Rochlitz (* 17. Mai 1882 in Stade; † 7. August 1958) war ein deutscher Konteradmiral der Reichsmarine.

## Leben

### Herkunft
Arthur Rochlitz war ein Sohn des späteren Premierleutnants und Rittergutbesitzers Artur Rochlitz (1853–1893).

### Militärische Laufbahn
Arthur Rochlitz trat am 10. April 1899 in die Kaiserliche Marine ein. Am 26. April 1917 wurde er Korvettenkapitän und war später bis August 1918 erst II. Artillerieoffizier und dann I. Artillerieoffizier auf der Friedrich der Große. Anschließend war er bis Kriegsende II. Admiralstabsoffizier beim IV. Geschwader der Hochseeflotte.
Nach dem Krieg wurde er in die Reichsmarine übernommen. Im Zuge des Kapp-Putsches war Rochlitz von seinem Kommando als Abteilungskommandant entbunden worden. Aufgrund von Forderungen seiner ehemaligen Untergebenen wurde er letztendlich wieder eingesetzt. Am 1. Juli 1923 wurde er Fregattenkapitän und war 1925/26 Kommandant der Seewasserstraße Kaiser-Wilhelm-Kanal. In dieser Position wurde er am 1. November 1925 zum Kapitän zur See befördert. 1926 war er Kommandeur der Schiffstammdivision der Ostsee. Am 31. Mai 1929 wurde er mit dem Charakter als Konteradmiral aus der Marine verabschiedet.